# Buchhausen (Schierling)
Buchhausen ist ein Gemeindeteil des Marktes Schierling im Landkreis Regensburg (Oberpfalz, Bayern). Das Kirchdorf Buchhausen war bis 1978 Sitz der gleichnamigen Gemeinde.

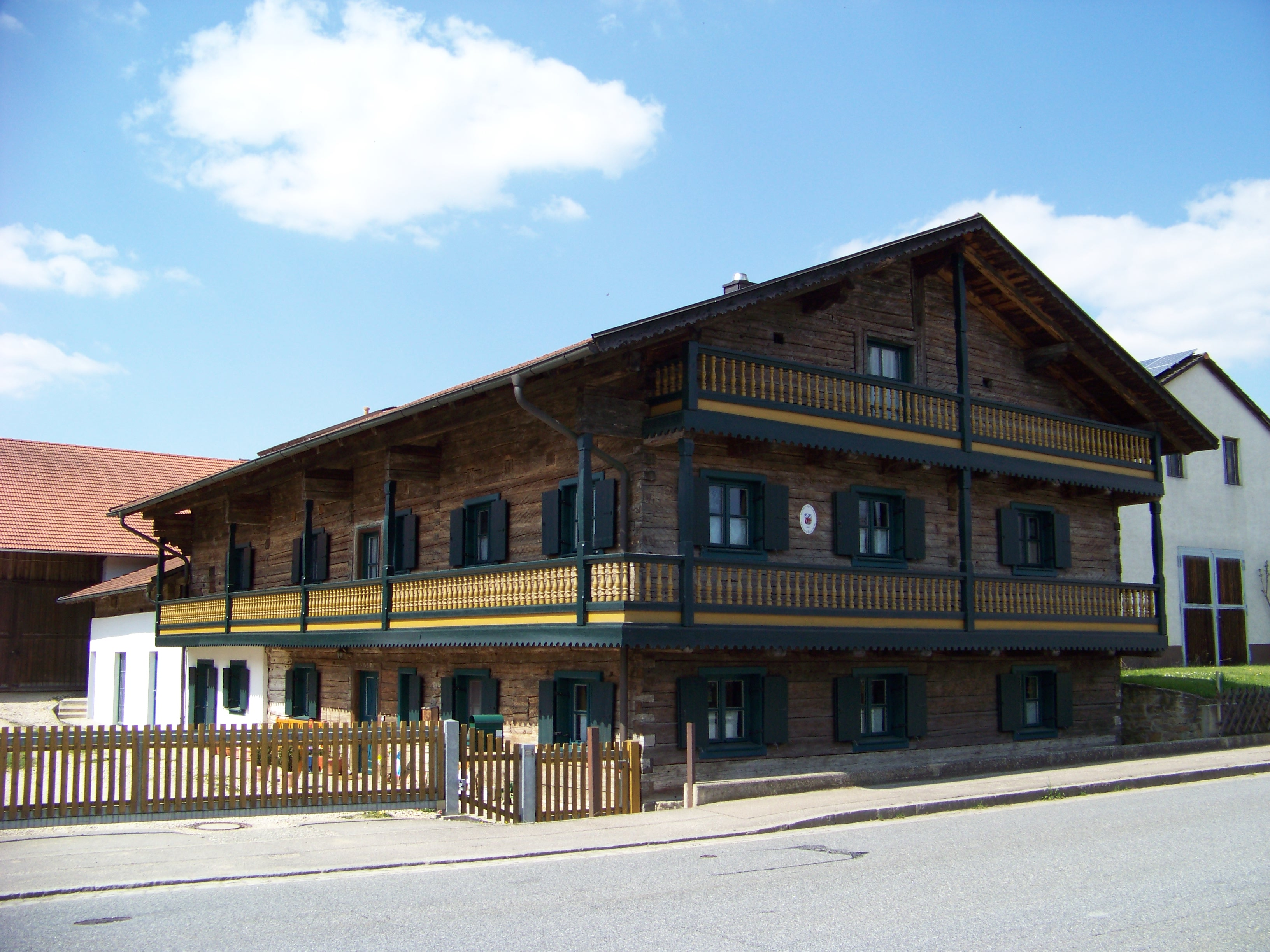
Buchhausen 8: Bauernhaus von 1599

## Geschichte
Die römisch-katholische Filialkirche St. Ulrich stammt aus dem 18. Jahrhundert, eine Erweiterung erfolgte 1850. Die Gemeinde Buchhausen entstand mit dem bayerischen Gemeindeedikt von 1818. Am 1. Mai 1978 wurde Buchhausen nach Schierling eingemeindet.

## Sehenswürdigkeiten
In der Liste der Baudenkmäler sind für Buchhausen neben der Katholischen Filialkirche St. Ulrich ein Bauernhaus von 1599 und ein Bildstock aufgeführt.